# Hôtel de la Caisse d'épargne de Louviers
L'hôtel de la Caisse d'épargne est un bâtiment de la fin du XIXe siècle situé à Louviers, en France. Il est recensé à l'Inventaire général du patrimoine culturel.

## Situation et accès
L'édifice est situé au no 10 de la place Ernest-Thorel, au nord du centre-ville de Louviers. Plus largement, il se trouve dans le département de l'Eure, en région Normandie.

## Histoire

### Fondation
L'édifice est élevé grâce à la générosité de Lasnon, en 1891, selon les plans de Fernand Billerey, architecte à Louviers,.

### Inauguration
Le 13 septembre 1891 a lieu dans la ville la grande fête pour le concours de gymnastique de l'Association des sociétés de Normandie, présidée par le ministre de l'Agriculture, Jules Develle, qui s'y rend ce jour-là. Ainsi couplée à ces festivités, la cérémonie d'inauguration de l'hôtel de la Caisse d'épargne a lieu le lendemain, le 14 septembre 1891, en présence du sénateur, Charles d'Osmoy ; du préfet, Jules Léon Pointu-Norès ; du député et maire de la ville, Jules Thorel ; du sous-préfet de Louviers, Jean Baptiste Albert Tillol ; du conseiller général et maire de Gaillon, Jacques Riberpray ; de Labiche, vice-président de la Caisse d'épargne ; des directeurs des trois succursales de Gaillon, du Neubourg et de Pont-de-l'Arche ; du receveur des finances, Poli ; ainsi que d'autres notabilités.
Le cortège est escorté par les sapeurs-pompiers et précédé par la Musique municipale. Après la visite officielle, un banquet de 60 couverts est servi dans la salle du petit théâtre et, à cette occasion, on lève son verre en l'honneur des notabilités et administrateurs présents ainsi que de l'architecte. À 15 h 30, l'Harmonie municipale, dirigée par Dubreuil, donne un concert sur la place de ce nouvel édifice, la place de Rouen — de nos jours, place Ernest-Thorel. Enfin, à 17 h 30, un ballon, monté par Chéreau et ses deux élèves, est envoyé dans les airs avec succès ; après une remarquable ascension, il retombe sur le territoire de Farceaux, à quelque 25 kilomètres du lieu de lancer.

## Structure

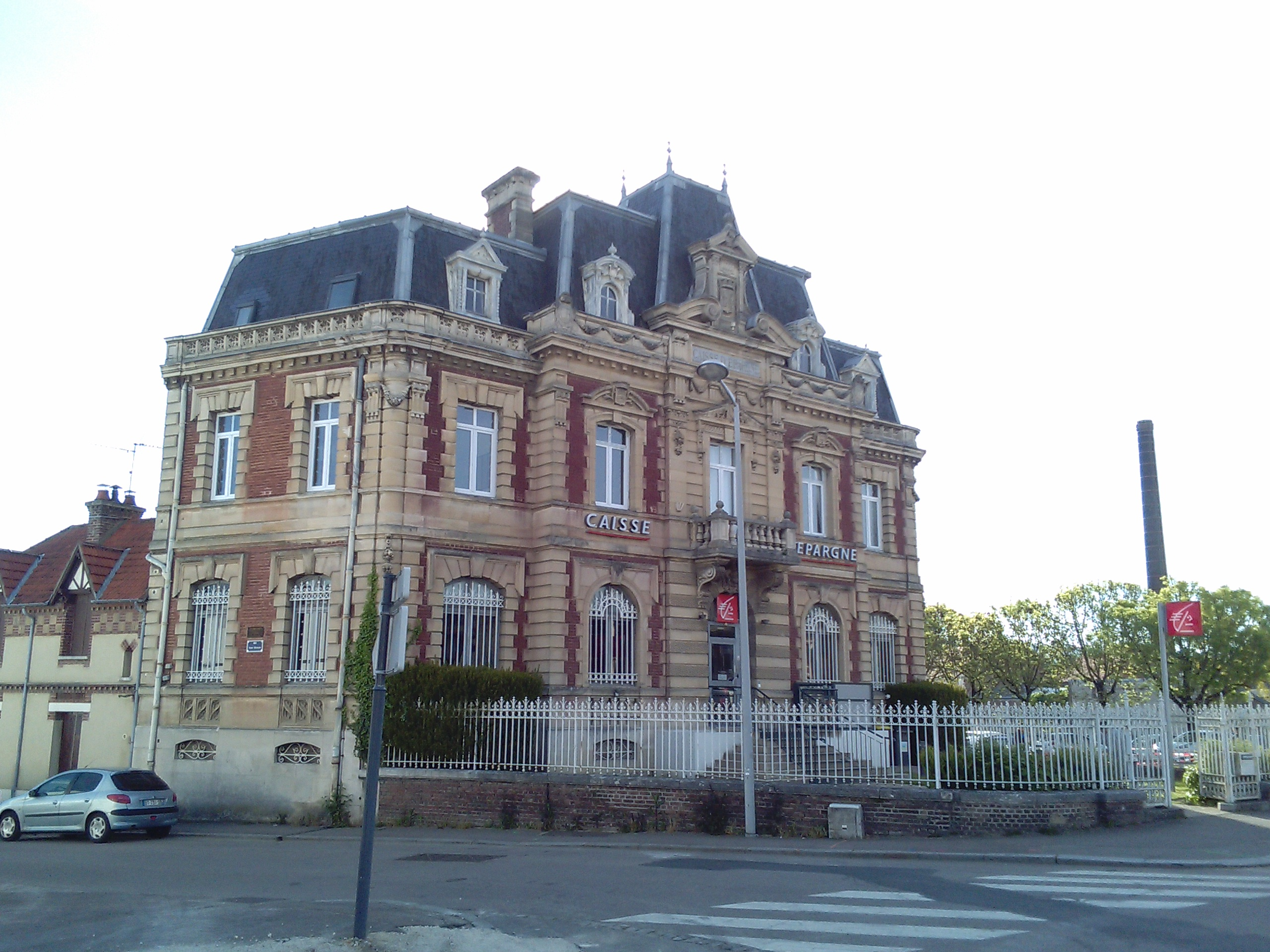
Vue d'ensemble, en mai 2019.

## Statut patrimonial et juridique
Le bâtiment fait l'objet d'un recensement dans l'Inventaire général du patrimoine culturel, en tant que propriété publique. L'enquête ou le dernier récolement est effectué en 1969.